# 埃爾巴赫河 (萊茨阿赫河支流)
47°44′14″N 11°58′42″E / 47.73720°N 11.97827°E

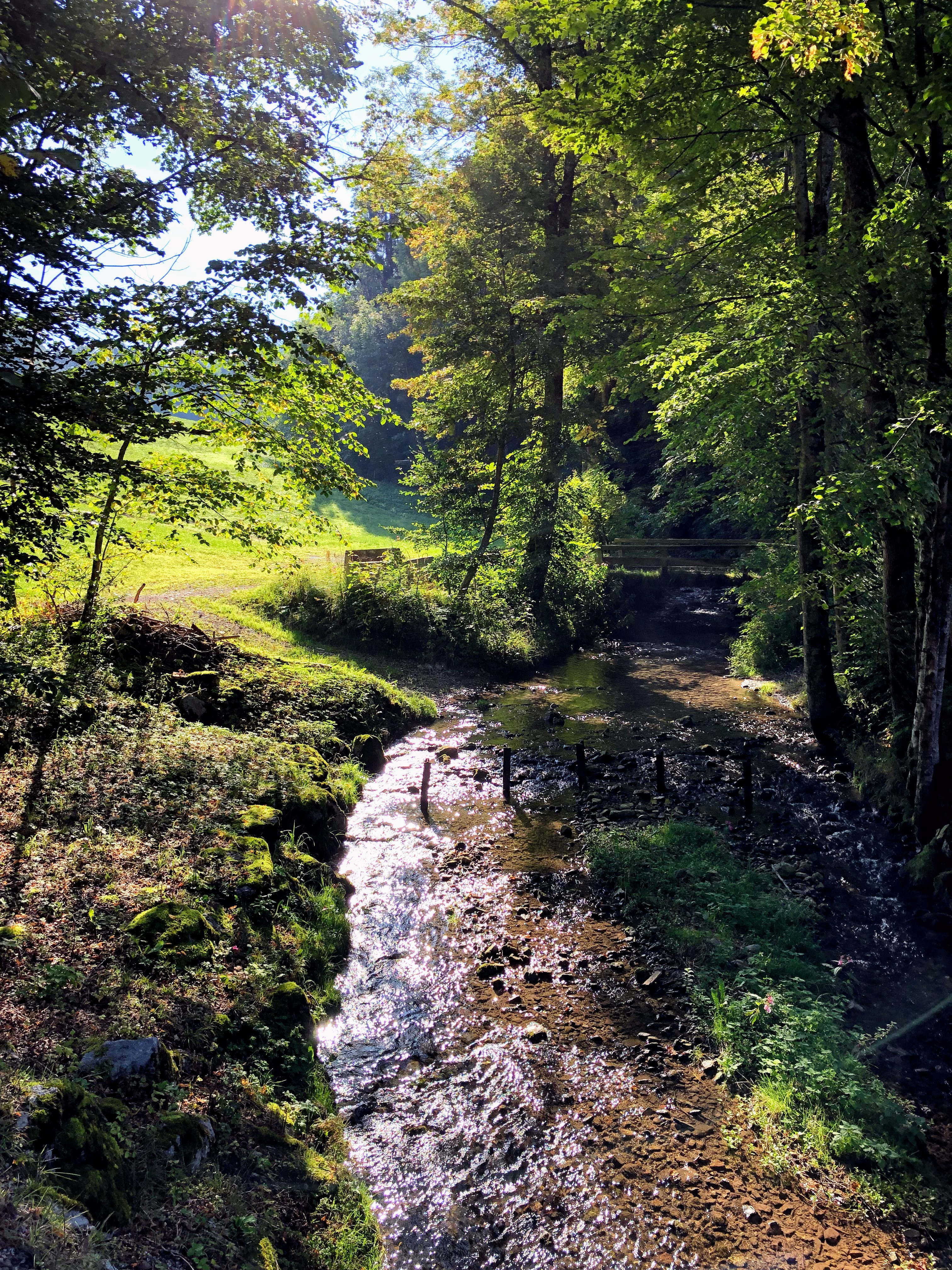

埃爾巴赫河是德國的河流，位於該國東南部，由巴伐利亞負責管轄，屬於萊茨阿赫河的支流，河道全長6公里，流經芒法爾山脈。